# Salena (sanger)
Selina-Maria Edbauer (født 11. marts 1998 i Leoben), professionelt kendt som Salena, er en østrigsk sangerinde og sangskriver. Hun skal repræsentere Østrig i Eurovision Song Contest 2023 sammen med Teya med sangen "Who the Hell Is Edgar?".